# Rubus sorsogonensis
Rubus sorsogonensis är en rosväxtart som beskrevs av Adolph Daniel Edward Elmer. Rubus sorsogonensis ingår i släktet rubusar, och familjen rosväxter. Inga underarter finns listade i Catalogue of Life.